# Lill-módszer
A matematikában a Lill-módszer egy ábrázolásos módszer bármekkora fokú polinom valós gyökeinek a meghatározására. Az osztrák mérnök, Eduard Lill dolgozta ki 1867-ben. Lill egy későbbi tanulmánya a komplex gyökökkel is foglalkozott.
A Lill-módszer egymásra merőleges szakaszok hosszait használva fejezi ki a polinom együtthatóit, az origóból indulva egy töröttvonalat rajzolva a végpontig, majd egy erre nem merőleges töröttvonalat kell találni a kezdőtől a végpontig az első töröttvonal egyeneseihez visszaverődéseket vagy töréseket szerkesztve.

## A módszer leírása

A 4x^{3}+2x^{2}−2x−1 harmadfokú polinom gyökeinek meghatározása Lill-módszerrel. A gyökök −1/2, −1/√2, és 1/√2. A fekete színű szakaszokon levő számok távolságokat jelölnek (a polinom együtthatói), a színes szakaszokon levő számok pedig a meredekség mínusz egyszeresei, azaz a polinom valós gyökei.

A módszer alkalmazása során egy origóból induló ábra készül. Az első együttható (a legnagyobb kitevőjű tag együtthatója) nagyságának megfelelő hosszú szakaszt húzunk jobbkéz felé (negatív együtthatónál az origóhoz képest bal kéz felé). Az első szakasz végpontjából egy másodikat húzunk felfelé a második együttható nagyságának megfelelően, aztán balra a harmadik együttható nagyságának megfelelően, majd lefelé a negyedik együttható nagyságának megfelelően, és így tovább. Az irányok (nem elforgatások) sorrendje mindig jobbra, fel, balra, le, majd újra elölről. Így minden elfordulás az óramutató járásával ellentétes irányú. Ezt el kell végezni a polinom minden együtthatójára, a nullás együtthatókat is beleértve, a negatív együtthatóknál az ellentétes irányban. Az ábra végpontja az egyenlet konstans tagjához tartozó szakasz végpontja.
Ezután egy θ szögben egy egyenes vonalat húzunk, és minden szakaszt elérve úgy folytatjuk, mintha derékszögben visszaverődne (nem feltétlenül a „természetes” szöge a visszaverődésnek), és minden szakaszra fektetett egyenest elérve úgy folytatjuk, mintha derékszögben megtörne (a nulla együtthatók egyeneseit is beleértve), amikor a szögletes töröttvonal nem érinti az adott egyenesen levő szakaszt. A függőleges és vízszintes egyenesekről visszaverődés vagy törés az alábbi sorrendben történik: a {\displaystyle x^{n-1}} együtthatóhoz tartozó szakasz egyenese, aztán a {\displaystyle x^{n-2}} együtthatóhoz tartozóé, és így tovább. A θ-t úgy megválasztva, hogy a töröttvonal a végpontba érjen, a polinom egyik gyöke a θ tangensének a mínusz egyszerese. A polinom minden valós gyökére létezik egy egyedi kezdeti szög, hogy a töröttvonal a végpontba érjen. Például egy 2 valós gyökkel rendelkező másodfokú polinomhoz pontosan két szög tartozik, ami a fenti feltételeknek eleget tesz.
Az elgondolás valójában a Horner-módszer szerint értékeli ki a polinomot. A {\displaystyle a_{n}x^{n}+a_{n-1}x^{n-1}+a_{n-2}x^{n-2}+\cdots } polinomhoz az {\displaystyle a_{n}x}, {\displaystyle (a_{n}x+a_{n-1})x}, {\displaystyle ((a_{n}x+a_{n-1})x+a_{n-2})x,\ \dots } értékeket egymás után állítja elő. Egy gyök meghatározásához vezető megoldás hasonló Lill elgondolásához, kivéve a polinom gyökének felhasználását.
1936-ban mutatta be Margharita P. Beloch, hogy harmadfokú egyenleteket hogyan lehet megoldani papírhajtogatással Lill módszerét alkalmazva. Ha többlépéses hajtogatás megengedett, akkor bármely n-edfokú valós gyökű egyenlet megoldható n-2 többlépéses hajtogatással.

## Fordítás
- Ez a szócikk részben vagy egészben a Lill's method című angol Wikipédia-szócikk ezen változatának fordításán alapul.  Az eredeti cikk szerkesztőit annak laptörténete sorolja fel. Ez a jelzés csupán a megfogalmazás eredetét és a szerzői jogokat jelzi, nem szolgál a cikkben szereplő információk forrásmegjelöléseként.